# Vasily Ilyin
Vasily Petrovich Ilyin (em russo: Василий Петрович Ильин: Lisy Nos, 8 de janeiro de 1949 - 21 de setembro de 2015) foi um handebolista soviético, campeão olímpico.
Vasily Ilyin fez parte do elenco campeão olímpico de handebol nas Olimpíadas de Montreal de 1976, Durante su carreira jogou 101 partidas pela  USSR National marcando 177 gols.